# Amstetten (Neder-Oostenrijk)
Amstetten is een gemeente in de Oostenrijkse deelstaat Neder-Oostenrijk, gelegen in het district Amstetten aan de rivier de Ybbs. De gemeente heeft ongeveer 22.600 inwoners.

## Geschiedenis
Er zijn overblijfselen uit de steentijd en de bronstijd gevonden in het gebied. De stad lag aan de Romeinse Limes. Het Slavische volk van de Awaren heeft neerzettingen in de buurt. Vele namen komen nog steeds uit dit tijdperk. De Babenberger Leopold I. krijgt in 976 bezittingen rond Amstetten. Daarvoor wordt voor het eerst de naam Oostenrijk gebruikt. Deze gebieden worden vanuit klooster Passau en klooster Freising koloniseerd. In 995 wordt voor het eerst gesproken over een permanente nederzetting in het gebied, genaamd "Ulmerfeld". De eerste keer dat gesproken wordt over Amstetten is in 1111. Tijdens de bezettingen in het kade van de Turkenoorlogen 1529 en 1683 wordt de streek zwaar verwoest. Ook de 30-jarige oorlog en de Napoleonsche oorlogen brengen eelend over de streek. Ondanks deze feit komt er in de tussentijden weer bloei in de regio.  In 1858 werd de stad verbonden met de rest van Oostenrijk-Hongarije door middel van een spoorverbinding. In 1897 kreeg de markt de stadsrechten verleend. Gedurende de Tweede Wereldoorlog bevond zich een nevenkamp van het concentratiekamp Mauthausen in de stad.
De "Israelische Kultusgemeinde Amstetten" bestond van 1861 tot 1938.

## Geografie
Amstetten heeft een oppervlakte van 52,22 km². Het ligt in het centrum van het land, iets ten noorden van het geografisch middelpunt.

## Incestzaak
Op 27 april 2008 kwam aan het licht dat de 73-jarige Josef Fritzl zijn dochter 24 jaar lang in een kelder in zijn eigen woning in Amstetten gevangen hield, een ontdekking die wereldwijd veel (media-)aandacht trok.

## Geboren
- Josef Hickersberger (27 april 1948), Oostenrijks voetballer en voetbalcoach
- Michael Klukowski (27 mei 1981), Canadees voetballer

## Ereburgers
- Adolf Hitler, in mei 2011 is dit ereburgerschap opgeheven[3]
- Paul Scherpon, gemeentepoliticus

- Gemeinsame Normdatei: 4001784-9
- Library of Congress Control Number: n80149729
- MusicBrainz: 80b35dc5-70a3-4914-9090-99fb109c9ef5
- Nationale Bibliotheek van Tsjechië: ge504747
- Nationale Bibliotheek van Israël: 987007564314505171
- Virtual International Authority File: 157109652
- WorldCat: E39PCjFDRRjrq7yQXMGBRj3KHP

Allhartsberg · Amstetten · Ardagger · Aschbach-Markt · Behamberg · Biberbach · Ennsdorf · Ernsthofen · Ertl · Euratsfeld · Ferschnitz · Haag · Haidershofen · Hollenstein an der Ybbs · Kematen an der Ybbs · Neuhofen an der Ybbs · Neustadtl an der Donau · Oed-Öhling · Opponitz · Seitenstetten · Sonntagberg · Sankt Georgen am Reith · Sankt Georgen am Ybbsfelde · Sankt Pantaleon-Erla · St. Peter in der Au · St. Valentin · Strengberg · Viehdorf · Wallsee-Sindelburg · Weistrach · Winklarn · Wolfsbach · Ybbsitz · Zeillern